# Nitrilium

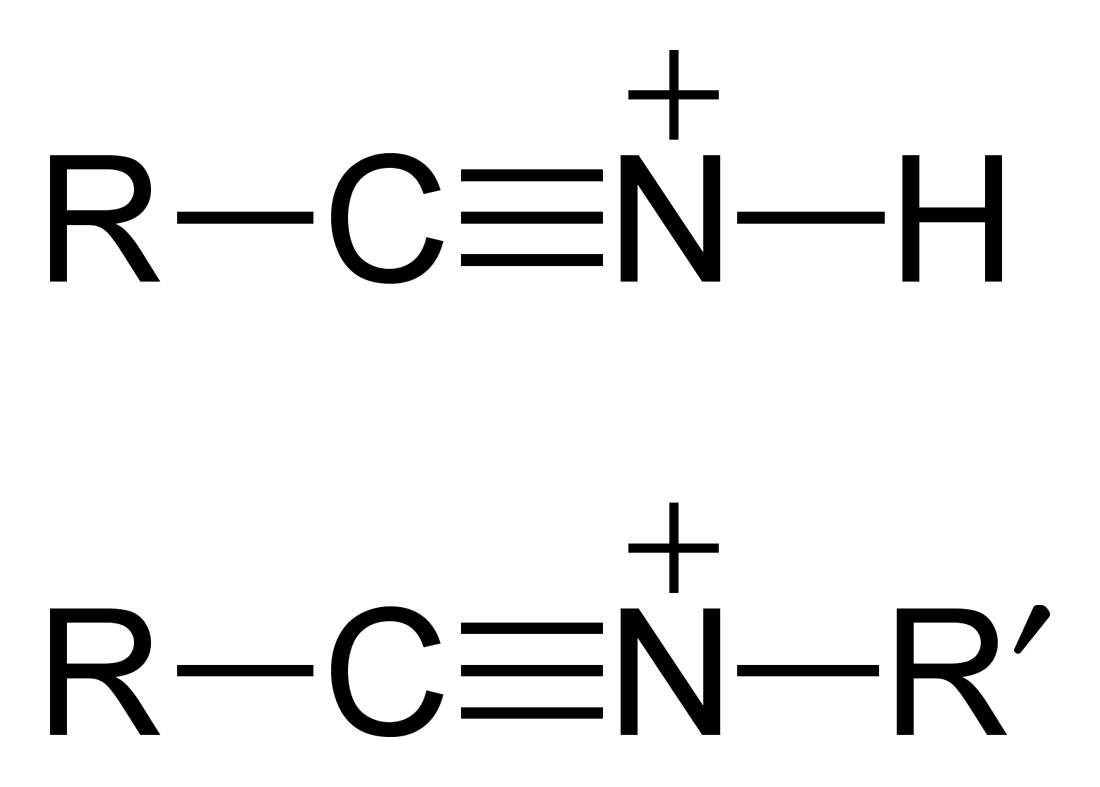
Obecné strukturní vzorce nitriliových iontů

Nitrilium je jakýkoliv kation vzniklý protonací (RCNH+) nebo alkylací (RCNR′)+) nitrilu.

## Příprava
Nitrily jsou pouze slabými zásadami i nukleofily, ale mohou atakovat vysoce reaktivní elektrofily, jako jsou karbokationty.
Nitriliové soli lze získat reakcemi nitrilů trialkyloxoniovými solemi. Vzniklé nitriliové ionty mohou být redukovány borohydridem sodným v diglymu na sekundární aminy.

## Nitriliové ionty jako meziprodukty
Nitriliové ionty vznikají v průběhu hydrolýz nitrilů, Beckmannových přesmyků, Friedelových-Craftsových cyklizací aminů na isochinoliny, Schmidtových reakcí ketonů, a Ugiových, Ritterových, Pinnerových a Passeriniových reakcí.